# Deutsche Cadre-47/2-Meisterschaft 1951/52

Veranstaltungsort: Wuppertal

Die Deutsche Cadre-47/2-Meisterschaft 1951/52 war eine Billard-Turnierserie und fand vom 4. bis zum 6. Januar 1952 in Wuppertal-Elberfeld zum 29. Mal statt.

## Geschichte
Walter Lütgehetmann wurde in Wuppertal-Elberfeld zum dritten Mal Deutscher Meister im Cadre 47/2 (45/2). Nach einer 309:400-Niederlage gegen Werner Sorge und einem 400:130-Sieg gegen August Tiedtke waren Lütgehetmann und Tiedtke nach der normalen Spielrunde punktgleich an der Spitze des Feldes. Damit musste wieder einmal eine Stichpartie über den Sieg entscheiden. Hier siegte der Frankfurter mit 400:250 und stellte mit 25,79 einen neuen deutschen Rekord im Generaldurchschnitt (GD) auf. Platz drei ging an den Berliner Sorge. Der Titelverteidiger Siegfried Spielmann wurde krankheitsbedingt nur Letzter bei dieser Meisterschaft.

## Turniermodus
Das ganze Turnier wurde im Round-Robin-System bis 400 Punkte mit Nachstoß gespielt. Bei MP-Gleichstand wurde in folgender Reihenfolge gewertet, außer es ging um den Titel, dann wurde eine Stichpartie gespielt.
1. MP = Matchpunkte
2. GD = Generaldurchschnitt
3. HS = Höchstserie

## Abschlusstabelle
| MP    | Match Points (Sieger = 2; Unentschieden = 1; Verlierer = 0) |
| Pkte. | Erzielte Karambolagen                                       |
| Aufn. | Benötigte Versuche                                          |
| GD    | Generaldurchschnitt                                         |
| BED   | Bester Einzeldurchschnitt eines Spielers                    |
| HS    | Höchstserie                                                 |
|       | Bester GD des Turniers                                      |
|       | Bester ED des Turniers                                      |
|       | Beste HS des Turniers                                       |
|       | 1. Platz (Gold)                                             |
|       | 2. Platz (Silber)                                           |
|       | 3. Platz (Bronze)                                           |

| Klassement vor der Stichpartie               | Klassement vor der Stichpartie       | Klassement vor der Stichpartie | Klassement vor der Stichpartie | Klassement vor der Stichpartie | Klassement vor der Stichpartie | Klassement vor der Stichpartie | Klassement vor der Stichpartie |
| Platz                                        | Name                                 | MP                             | Pkte.                          | Aufn.                          | GD                             | BED                            | HS                             |
| -------------------------------------------- | ------------------------------------ | ------------------------------ | ------------------------------ | ------------------------------ | ------------------------------ | ------------------------------ | ------------------------------ |
| 1                                            | Walter Lütgehetmann (Frankfurt/Main) | 8:2                            | 1909                           | 74                             | 25,79                          | 44,44                          | 129                            |
| 2                                            | August Tiedtke (Düsseldorf)          | 8:2                            | 1730                           | 112                            | 15,44                          | 20,00                          | 144                            |
| 3                                            | Ernst Rudolph (Essen)                | 5:5                            | 1862                           | 99                             | 18,80                          | 26,66                          | 130                            |
| 4                                            | Werner Sorge (Berlin)                | 5:5                            | 1505                           | 106                            | 14,19                          | 25,00                          | 159                            |
| 5                                            | Josef Bolz (Köln)                    | 4:6                            | 1320                           | 102                            | 12,94                          | 25,00                          | 97                             |
| 6                                            | Siegfried Spielmann (Düsseldorf)     | 0:10                           | 1111                           | 103                            | 10,78                          | –                              | 95                             |
| Turnierdurchschnitt: 15,83                   |                                      |                                |                                |                                |                                |                                |                                |
| –                                            | Stichpartie                          |                                |                                |                                |                                |                                |                                |
| –                                            | Walter Lütgehetmann (Frankfurt/Main) | 2:0                            | 400                            | 18                             | 22,22                          | 22,22                          | 120                            |
| –                                            | August Tiedtke (Düsseldorf)          | 0:2                            | 250                            | 18                             | 13,88                          | –                              | 135                            |
| –                                            | nach Stichpartie                     |                                |                                |                                |                                |                                |                                |
| 1                                            | Walter Lütgehetmann (Frankfurt/Main) | 10:2                           | 2309                           | 92                             | 25,09                          | 44,44                          | 129                            |
| 2                                            | August Tiedtke (Düsseldorf)          | 8:4                            | 1980                           | 130                            | 15,23                          | 20,00                          | 144                            |
| Turnierdurchschnitt: 15,96 (mit Stichpartie) |                                      |                                |                                |                                |                                |                                |                                |